# Scooter Lowry
Elmer Camden Lowry (Nueva York, 19 de diciembre de 1919-Miami Beach, 1 de mayo de 1989) fue un actor infantil y intérprete de vodevil estadounidense. Apareció en algunos cortometrajes de la pandilla como el personaje Skooter.
Su personaje, Skooter, nació en Washington y fue admirador de Charles G. Dawes. También fue conocido por sus pecas, sombrero, y personalidad. Fue conocido como "the original tough guy (Español: El tipo malo original), por su personalidad mala. A veces, fue referido como un villano. Fue conocido por su cantando, bailando, y impresiones durante sus días de vodevil.

## Niñez
Lowry nació en el distrito de Brooklyn en Nueva York. El fue el hijo de Willard S. Lowry y Anna L. Lowry. Comenzó en el vodevil a la edad de cinco. El movió a la ciudad de Hempstead después que sus padres divorciaron. Fue originalmente llamado Skippy, pero como estuvo corriendo rápidamente (en inglés: Scooting), su apodo fue Scooter o Skooter.

## La pandilla y actuando
Lowry comenzó en la series de la pandilla en 1926 después que ganó una competición de danza promociónada por Gus Edwards. El ganador ganó mil dólares Estadounidenses, y un año en el estudio de Hal Roach. El fue el primer miembro de la pandilla de Nueva York. Su primer cortometraje de la pandilla fue Thundering Fleas. A los siete años, a veces, lo refirieron como el miembro más joven de la pandilla. El fue conocido por su sombrero pequeño, y fue popular en su único año en la pandilla. Cuando Lowry se fue, fue pagado $180, triple de su salario previo, $60. El joven Harry Spear le reemplazó como el "tipo malo" de la pandilla.
Apareció en la película Chinatown Charlie como Oswald.

## Filmographia
| Año  | Título                    | Rol     | Nota                          |
| ---- | ------------------------- | ------- | ----------------------------- |
| 1926 | Thundering Fleas          | Skooter | Cortometraje                  |
| 1926 | Shivering Spooks          | Skooter | Cortometraje                  |
| 1926 | The Fourth Alarm          | Skooter | Cortometraje                  |
| 1926 | War Feathers              | Skooter | Cortometraje                  |
| 1926 | Telling Whoppers          | Skooter | Cortometraje                  |
| 1926 | 45 Minutes from Hollywood | Skooter | Cortometraje                  |
| 1927 | Bring Home the Turkey     | Skooter | Cortometraje                  |
| 1927 | Seeing the World          | Skooter | Cortometraje                  |
| 1927 | Ten Years Old             | Skooter | Cortometraje                  |
| 1927 | Love My Dog               | Skooter | Cortometraje                  |
| 1927 | Tired Business Men        | Skooter | Cortometraje                  |
| 1927 | Baby Brother              | Skooter | Cortometraje                  |
| 1927 | Olympic Games             | Skooter | Cortometraje, escena removida |
| 1927 | Chicken Feed              | Skooter | Cortometraje                  |
| 1928 | Chinatown Charlie         | Oswald  |                               |